# Brachycerasphora
Genre
Brachycerasphora est un genre d'araignées aranéomorphes de la famille des Linyphiidae.

## Distribution
Les espèces de ce genre se rencontrent en Afrique du Nord et en Israël.

## Liste des espèces
Selon World Spider Catalog (version 16.5, 31/07/2015) :
- Brachycerasphora connectens Denis, 1964
- Brachycerasphora convexa (Simon, 1884)
- Brachycerasphora femoralis (O. Pickard-Cambridge, 1872)
- Brachycerasphora monocerotum Denis, 1962
- Brachycerasphora parvicornis (Simon, 1884)

## Publication originale
- Denis, 1962 : Notes sur les érigonides. XXI. Brachycerasphora, nouveau genre nord-africain. Bulletin du Muséum national d'Histoire naturelle, Paris, sér. 2, vol. 34, p. 239-246.